# Río Paraná de las Palmas
Río Paraná de las Palmas är en flodgren av Paranáfloden i Argentina.   Den ligger i provinsen Buenos Aires, i den centrala delen av landet, 30 km norr om huvudstaden Buenos Aires.
Omgivningen kring Río Paraná de las Palmas består huvudsakligen av våtmarker.